# Il salone delle celebrità
Il salone delle celebrità è un programma televisivo italiano dedicato al mondo delle acconciature in onda su Real Time e Discovery+ dal 6 aprile 2024.

## Il programma
Il programma ha come protagonista l’hair stylist Federico Lauri ogni puntata, seguito dalle telecamere, nel suo salone racconta le sue giornate alle prese con i clienti VIP quali: Valeria Marini, Éva Henger, Mercédesz Henger, Nadia Rinaldi, Alba Parietti, Nathalie Caldonazzo, Maria Laura De Vitis, Mietta, Nadia Bengala, Delia Duran, Amedeo Goria, Alex Belli e Guenda Goria.